# Chiesa di Sant'Urbano (Caldogno)
La chiesa di Sant'Urbano è la parrocchiale di Cresole, frazione di Caldogno, in provincia e diocesi di Vicenza; fa parte del vicariato di Castelnovo-Malo.

## Storia

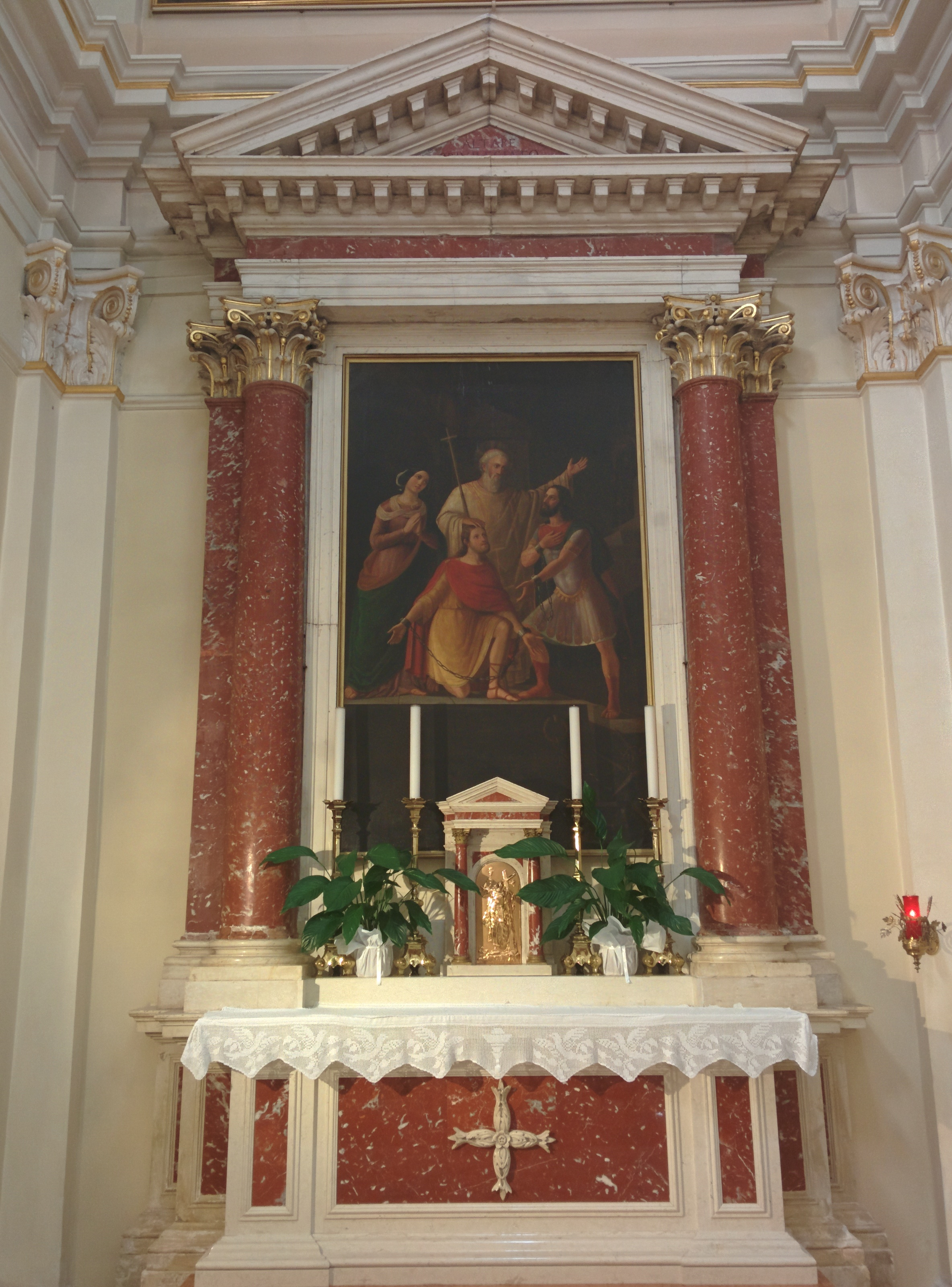
Altare maggiore

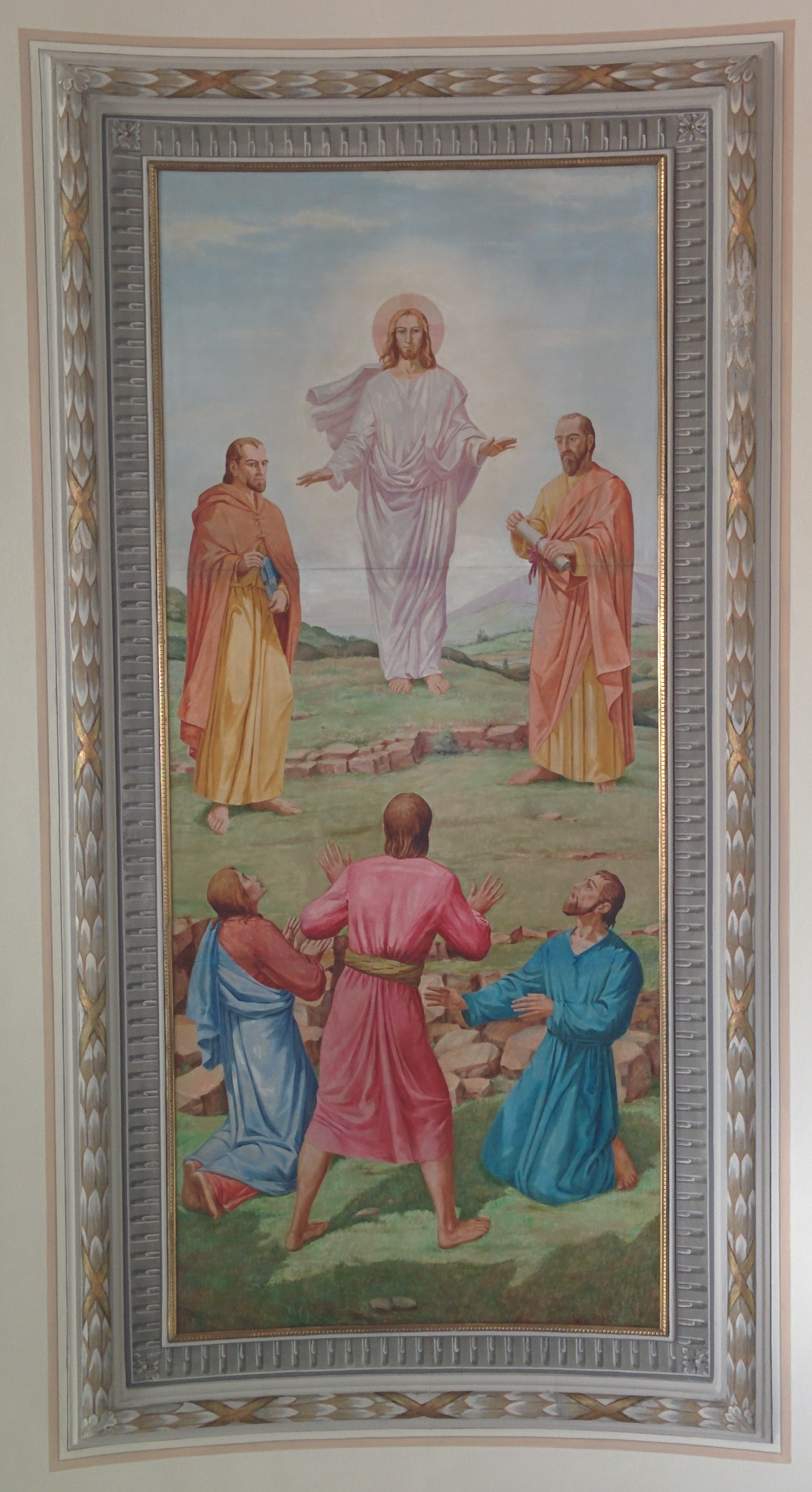
Affresco sul soffitto raffigurante la Trasfigurazione di Gesù sul Monte Tabor

La chiesa secondo il Maccà e il Mantese esiste dal 1185, anno in cui avvenne la conferma dell'ufficiatura ai Canonici di Vicenza da parte del vescovo Pistore. Ulteriore conferma avvenne l'anno dopo da parte del papa Urbano III. L'origine della concessione sembra sia da attribuire al vescovo Girolamo verso l'Anno Mille.
La chiesa è divenuta parrocchiale nel 1444.
Il primo rifacimento delle mura avvenne nel 1656, come ricordato dall'iscrizione originariamente situata sopra la porta d'ingresso e ora presente sulla muratura esterna della sacrestia dopo il ritrovamento nel 1992:
(Iscrizione presente sulla muratura esterna della sacrestia)
All'epoca era ufficiata dal parroco e da un cappellano il quale, come collaboratore, poteva usufruire di una casa regalata poi nel 1829 alla chiesa. La canonica, invece, fu ampliata e restaurata dal parroco don Giuseppe Altissimo nel 1840 come ricorda la targa presente nel muro della prima arcata a destra della chiesa:
(Iscrizione presente nel muro della prima arcata a destra della chiesa)
Nel 1797 venne ristrutturata e aggiunto un terzo altare.
Già nel 1901 cominciano a comparire nel registro della contabilità della chiesa le prime spese per i lavori d'ampliamento che risultano, però, ufficialmente avvenuti tra il 1906 e il 1907. Il progettista fu Gerardo Marchioro e l'inaugurazione avvenne l'11 agosto 1907 alla presenza di mons. De Marchi.
Un ulteriore restauro è avvenuto nel 1994.

## Descrizione
La chiesa presenta una facciata rivolta a sud ed è costruita con stile prevalentemente neoclassico senza tocchi liberty o neogotici, come era in uso all'epoca nella costruzione di edifici liturgici. Sempre la facciata è scandita da quattro lesene con capitello corinzio che poggiano su un alto basamento e reggenti il frontone triangolare.
Dopo il restauro del 1994 la chiesa presenta chiaramente tre navate con quattro altari laterali: uno del Settecento dedicato ai santi Gaetano e Lucia con una tela di Giobatta Stefani datata 1843, uno con la statua in marmo della Madonna del Rosario del 1944 e i due di destra costruiti negli anni novanta dedicati a Sant'Antonio e alla Madonna.
Il presbiterio presenta in alto una piccola cupola con una piccola vetrata al centro ove è presente la colomba dello Spirito Santo, mentre nelle due vetrate laterali si vedono, a sinistra, l'agnello sul libro dai sette sigilli e, a destra, il cesto di pani sul pesce. Nelle trombe della cupola sono affrescati i simboli dei quattro evangelisti.
Bruno Vedovato ha dipinto due affreschi per questa chiesa: uno raffigurante la trasfigurazione di Gesù sul soffitto e uno con il discorso della montagna sopra la porta d'ingresso.
La pala dell'altare maggiore sembra essere da attribuire a Agostino Bottazzi che la dipinse nella meta dell'Ottocento: vi sono rappresentanti Sant'Urbano vestito da pontefice con Santa Lucia e, in catene, i due soldati suoi fratelli Valeriano e Massimo.
Sono presenti anche due vetrate, poste una di fronte all'altra: quella nella prima cappella a sinistra adibita a battistero più antica, mentre l'altra più recente.

## Il campanile
Il primitivo campanile sorgeva dal lato opposto alla chiesa di dove è situato l'attuale. Tale struttura è stata demolita nella seconda metà dell'Ottocento, mentre l'attuale venne costruito nel 1860.
Sul campanile sono installate 3 campane (Mi3-Fa#3-Sol#3) fuse nel 1895 dalla fonderia Pietro Colbachini di Bassano del Grappa in sagoma "ultraleggera".
Le 3 campane erano suonate manualmente da una squadra di campanari secondo tradizione locale ed installate su telaio e ceppi in legno su due piani all'interno del campanile fino alla attuale installazione, in ferro con ceppi in ghisa, degli anni '70.
Il segnale del mezzogiorno locale è stato salvato secondo la tradizione manuale e riproposto anche con il suono automatizzato.
Si tratta dell'"angelus solenne" e prevede che parta la campana maggiore in assolo e dopo un minuto si uniscano le altre due per l'esecuzione del tipico "concerto solenne" a "bicchiere".